# Adonisea chansyi
Adonisea chansyi är en fjärilsart som beskrevs av Charles Oberthür 1876. Adonisea chansyi ingår i släktet Adonisea och familjen nattflyn. Inga underarter finns listade i Catalogue of Life.